# Caldwell (Texas)
Caldwell ist eine Stadt und County Seat im Burleson County im Bundesstaat Texas der Vereinigten Staaten. Das U.S. Census Bureau hat bei der Volkszählung 2020 eine Einwohnerzahl von 3993 ermittelt.

## Geographie
Die Stadt liegt im mittleren Südosten von Texas, nahezu zentral im Burleson County an der Kreuzung den Texas State Routes 21 und 36 und hat eine Gesamtfläche von 8,8 km².

## Geschichte
Bis zur Bildung des Burleson County im Jahr 1846 war die Stadt Sitz der Countyverwaltung des Milam County. 1856 hatte der Ort 300 Einwohner und das Caldwell House, bekannt als eines der besten Hotels in Texas, war ein beliebter Treffpunkt für Reisende Richtung Westen auf der Old San Antonio Road. Zu dieser Zeit gab es in Caldwell bereits sieben Gemischtwarenläden, zwei Kirchen, ein Postbüro, einen Schmied mit Metallwarengeschäft und zwei private Schulen, getrennt für Jungen und Mädchen sowie ein aus roten Klinkern erbautes Bezirksgerichtsgebäude.
1878 wurde die erste lokale Zeitung, der Caldwell Register herausgegeben und 1880 verlegte die Gulf, Colorado and Santa Fe Railway ihre Schienen durch Caldwell und baute ein Nachschubdepot für die Eisenbahn. 1912 kam durch die Houston and Texas Central, heute die Southern Pacific Railroad, eine zweite Eisenbahnlinie hinzu, die Caldwell mit Hearne im Robertson County und Flatonia im Fayette County verband.
1886 wurde die Freiwillige Feuerwehr Caldwell gegründet und 1891 wurde Caldwell als Stadt inkorporiert. Von 1898 bis 1940 befand sich hier das Hauptquartier der Texas National Guard, Company E der Staatspolizei, welche danach Teil der 36. Infanteriedivision wurde, welche sich ansonsten nur aus Freiwilligen aus der Umgebung zusammensetzte, und 1943 im italienischen Salerno zum Einsatz kam.
Von 1940 bis 1970 reduzierte sich die Bevölkerung merklich. Hauptsächlich aufgrund des Rückgangs der Erdölproduktion. 1990 gab es dann wieder 3181 Einwohner und im Jahr 2000 waren es 3449 Einwohner.

## Demographie
Nach der Volkszählung im Jahr 2000 lebten hier 3449 Menschen in 1.322 Haushalten und 938 Familien. Die Bevölkerungsdichte betrug 394,0 Einwohner pro km². Ethnisch betrachtet setzte sich die Bevölkerung zusammen aus 71,24 % weißer Bevölkerung, 12,64 % Afroamerikanern, 0,17 % amerikanischen Ureinwohnern, 0,09 % Asiaten, 0,00 % Bewohnern aus dem pazifischen Inselraum und 13,71 % aus anderen ethnischen Gruppen. Etwa 2,15 % waren gemischter Abstammung und 22,96 % der Bevölkerung waren spanischer oder lateinamerikanischer Abstammung.
Von den 1.322 Haushalten hatten 36,5 % Kinder unter 18 Jahre, die im Haushalt lebten. 52,5 % davon waren verheiratete, zusammenlebende Paare. 14,1 % waren allein erziehende Mütter und 29,0 % waren keine Familien. 26,3 % aller Haushalte waren Singlehaushalte und in 15,8 % lebten Menschen, die 65 Jahre oder älter waren. Die Durchschnittshaushaltsgröße betrug 2,61 und die durchschnittliche Größe einer Familie belief sich auf 3,16 Personen.
28,8 % der Bevölkerung waren unter 18 Jahre alt, 9,5 % von 18 bis 24, 26,7 % von 25 bis 44, 20,5 % von 45 bis 64, und 14,5 % die 65 Jahre oder älter waren. Das Durchschnittsalter war 34 Jahre. Auf 100 weibliche Personen aller Altersgruppen kamen 87,0 männliche Personen. Auf 100 Frauen im Alter von 18 Jahren und darüber kamen 83,2 Männer.

Das jährliche Durchschnittseinkommen eines Haushalts betrug 29.936 USD, das Durchschnittseinkommen einer Familie 37.658 USD. Männer hatten ein Durchschnittseinkommen von 25.745 USD gegenüber den Frauen mit 20.306 USD. Das Prokopfeinkommen betrug 14.141 USD. 17,9 % der Bevölkerung und 14,2 % der Familien lebten unterhalb der Armutsgrenze. Davon waren 21,0 % Kinder und Jugendliche unter 18 Jahren und 12,2 % waren 65 oder älter.

## Kultur und Sehenswürdigkeiten
Das Reeves-Womack House wurde 1994 in das National Register of Historic Places aufgenommen.